# Jelabuga
Jelabuga (oroszul Елабуга, tatárul Алабуга, Alabuğa) város Oroszország európai részén, Tatárföldön, a Káma partján. A Jelabugai járás székhelye.
Népessége 70 728 fő (a 2010. évi népszámláláskor).

## Neve
Az „Alabuga” név eredete nem eléggé tisztázott, egy elképzelés szerint a türk Alabuga személynévből származik, jelentése: 'tarka bika' (a bika itt az erő és nagyság szimbóluma). Van olyan vélemény, hogy jóval korábbi, finnugor eredetű szavak (ела – 'tejes', és буг – 'hab') összetételével keletkezett.

## Elhelyezkedése
Tatárföld északkeleti részén, a Káma magas jobb (északi) partján, a Tojma mellékfolyó torkolatánál helyezkedik el. Kazanytól autóúton 210 km-re keletre, az M7-es „Volga” főút mentén fekszik. A város határában ebből egy másik főút ágazik el Udmurtföld fővárosa, Izsevszk felé.
Jelabuga közelében, de a Káma túlsó partján két nagy iparváros terül el: a petrolkémiai kombinátjáról nevezetes Nyizsnyekamszk, valamint a KamAZ autógyáráról híres Naberezsnije Cselni, mellyel a Nyizsnyekamszki vízerőmű duzzasztógátján át vezető M7-es főút köti össze.

### Éghajlat
| Hónap                                        | Jan.  | Feb.  | Már.  | Ápr.  | Máj. | Jún. | Júl. | Aug. | Szep. | Okt.  | Nov.  | Dec.  | Év    |
| -------------------------------------------- | ----- | ----- | ----- | ----- | ---- | ---- | ---- | ---- | ----- | ----- | ----- | ----- | ----- |
| Rekord max. hőmérséklet (°C)                 | 5,4   | 5,6   | 13,5  | 29,0  | 32,4 | 36,8 | 38,1 | 39,1 | 31,6  | 24,2  | 14,4  | 13,0  | 39,1  |
| Átlagos max. hőmérséklet (°C)                | −8,1  | −7,1  | −0,2  | 10,3  | 19,4 | 24,0 | 25,9 | 22,9 | 16,4  | 7,9   | −0,9  | −6,1  | 8,8   |
| Átlaghőmérséklet (°C)                        | −11,6 | −10,8 | −4,3  | 5,5   | 13,5 | 18,4 | 20,4 | 17,8 | 11,9  | 4,8   | −3,5  | −9,2  | 4,5   |
| Átlagos min. hőmérséklet (°C)                | −15,0 | −14,5 | −8,4  | 0,7   | 7,5  | 12,8 | 14,8 | 12,6 | 7,4   | 1,6   | −6,0  | −12,3 | 0,2   |
| Rekord min. hőmérséklet (°C)                 | −37,3 | −34,3 | −29,8 | −19,2 | −4,1 | −0,6 | 1,6  | 1,0  | −3,5  | −12,5 | −28,7 | −37,7 | −37,7 |
| Átl. csapadékmennyiség (mm)                  | 38    | 27    | 28    | 30    | 47   | 55   | 58   | 68   | 59    | 50    | 45    | 45    | 549   |
| Forrás: https://meteolabs.ru/климат/елабуга/ |       |       |       |       |      |      |      |      |       |       |       |       |       |

## Története

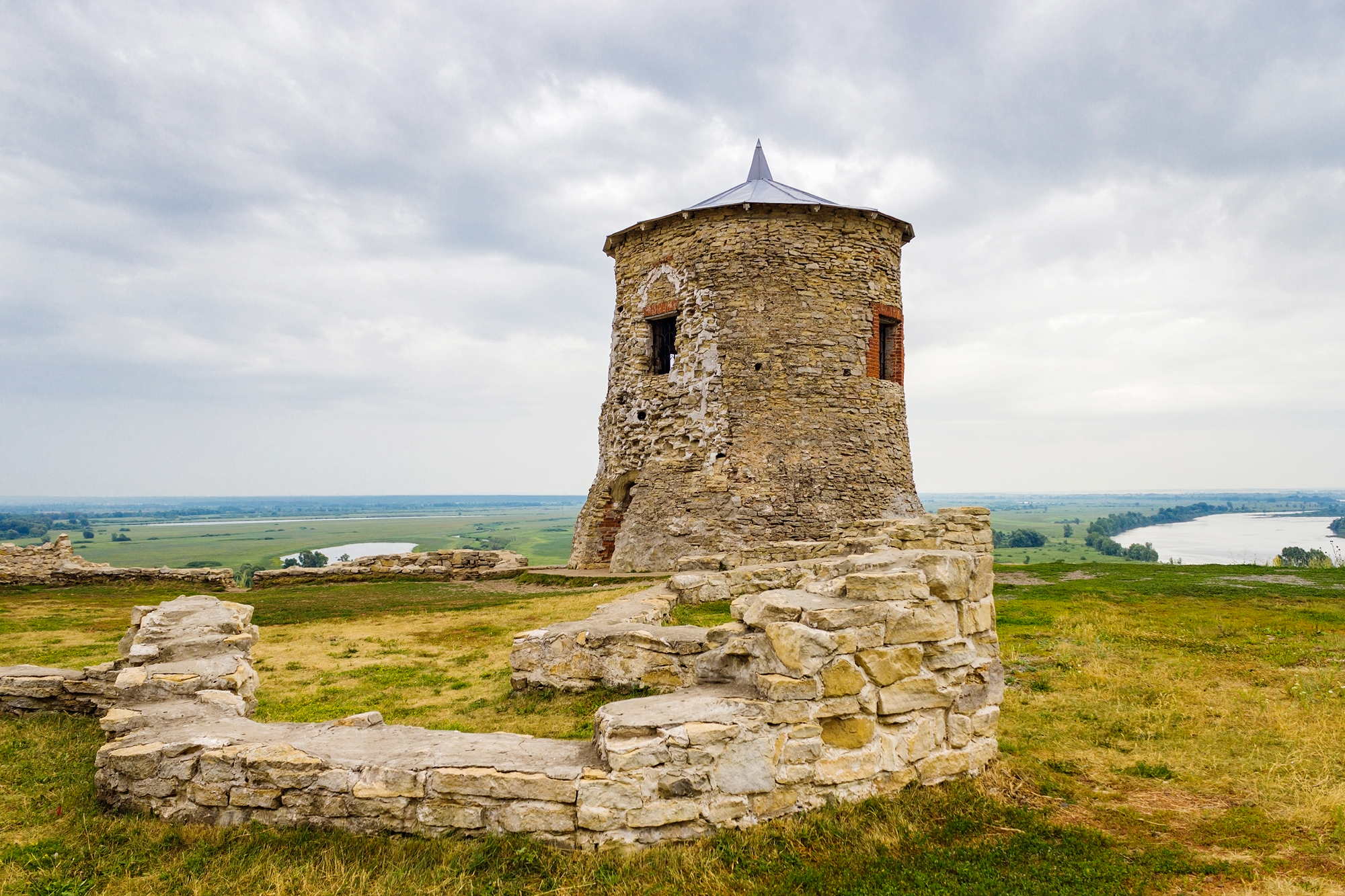
A bolgárok városából fennmaradt bástyatorony

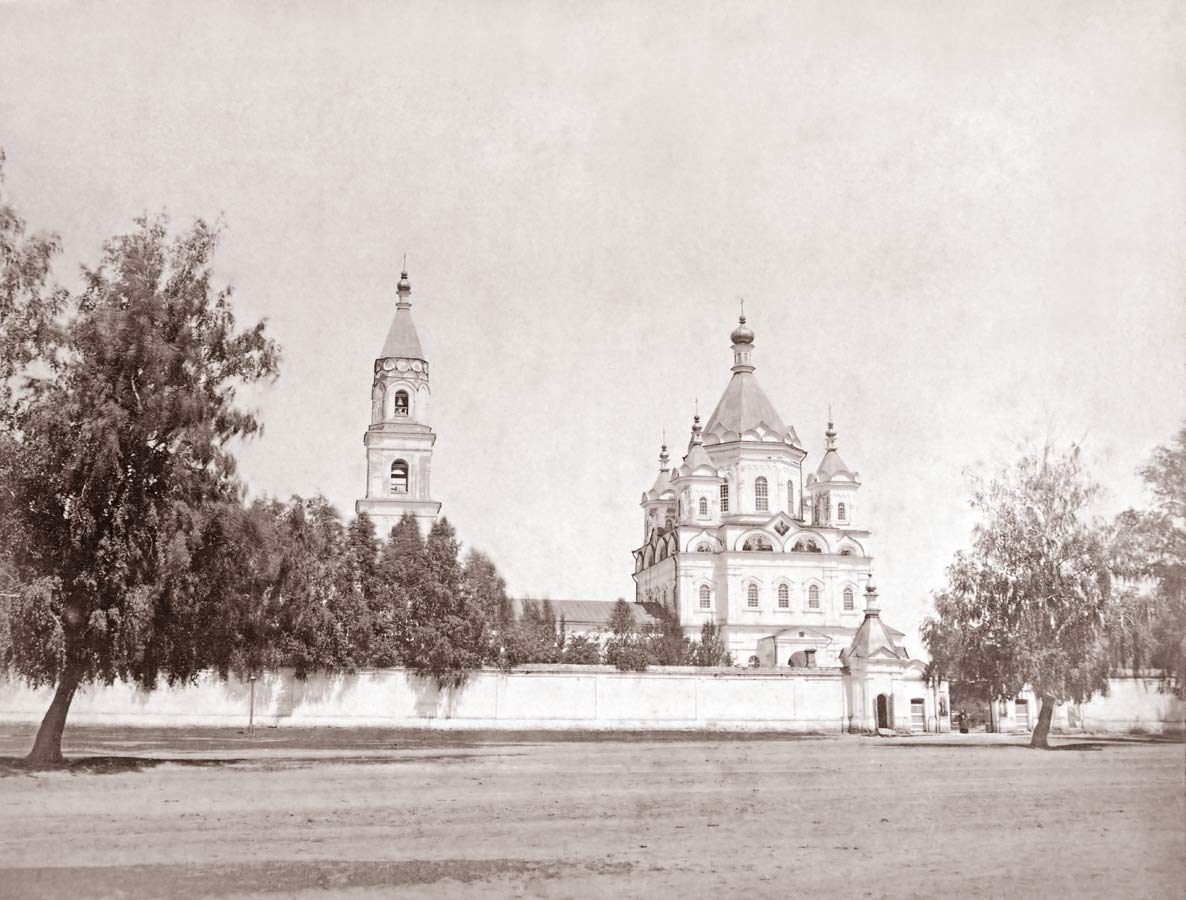
Egykori kolostor a város határában (1917 előtti felvétel)

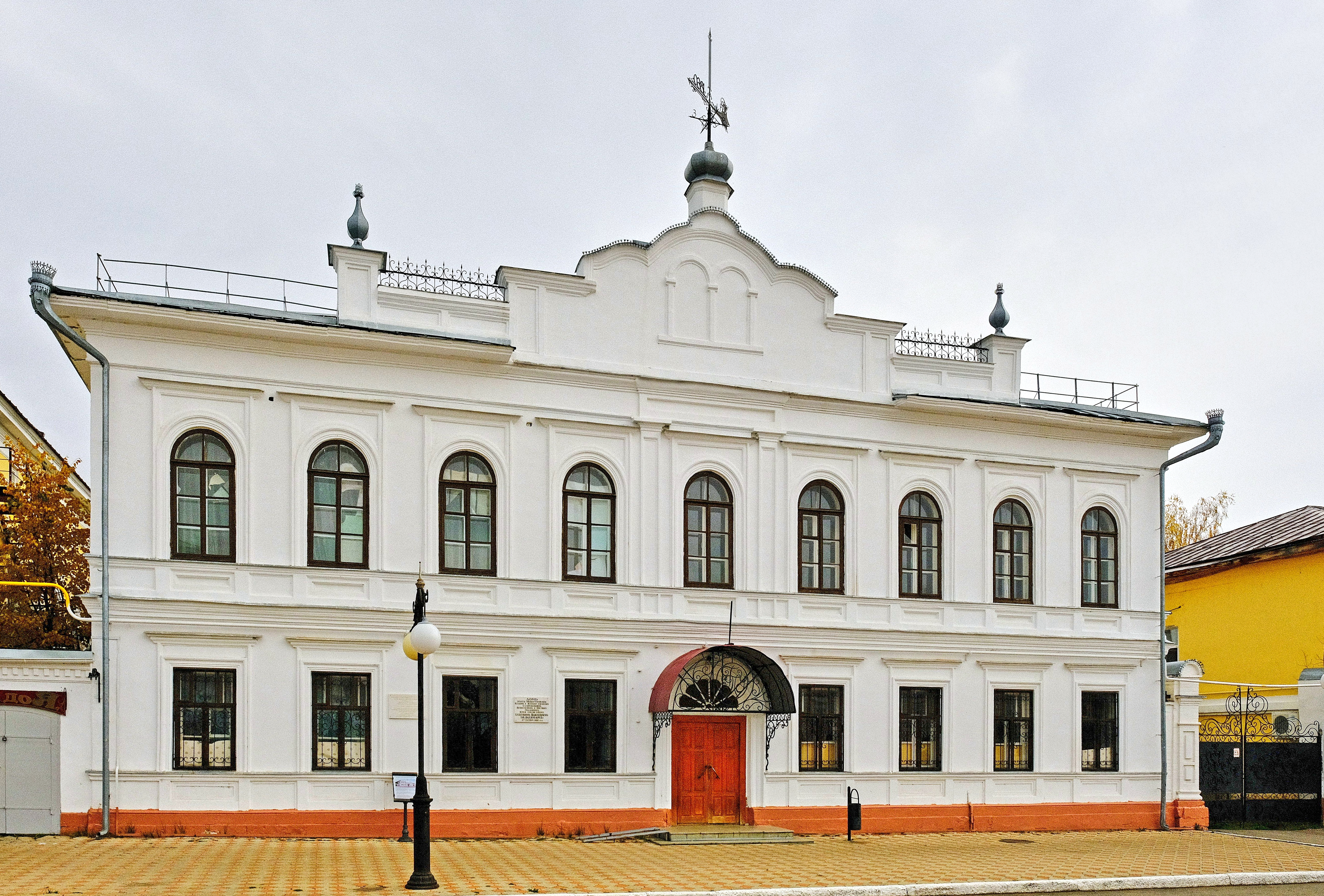
Belvárosi műemlék épület

Alabuga falu a 16. század második felében keletkezett. A Káma feletti dombon egy erődített település, a volgai bolgárok valaha jelentős erődítményének maradványai láthatók. Az egykori fellegvárnak több tornyából mára csak az egyik kör alakú bástyatorony őrződött meg, a régi alapokon újjáépítve. 
Az orosz népesség Kazany 1552. évi bevétele után kezdett letelepedni a Káma-vidéken. A korábbi bolgár település helyén 1614–1616-ban kolostor épült, mely 1764-ig állt fenn. A mellette kialakult falut, tatár nevén Jelabugát  az orosz lakosság Trjohszvjatszkojenek (Трёхсвятское) nevezte el arról a Három szent-ikonról, amelyet a legenda szerint IV. Iván cár küldött adományként a helyi egyházi közösségnek.
1780-ban a település városi jogot kapott és a Vjatkai kormányzóság egyik közigazgatási (ujezd) székhelye lett. Ennek és előnyös földrajzi helyzetének köszönhetően a Káma-menti kereskedelem egyik központjává vált. 1850-ben a várost nagy tűzvész pusztította, több száz faháza veszett oda. Az újjáépítés során egyre inkább téglaépületeket emeltek. Akkor alakultak ki a mai városközpont legszebb utcái, díszes hivatali és oktatási épületei, a kereskedők boltokkal egybeépített lakóházai. 
A 19. század második felében Jelabuga volt a Vjatkai kormányzóság egyik leggazdagabb kereskedelmi városa. Kereskedői elsősorban gabonát szállítottak lefelé a Kámán, valamint rezet (az Urálban felvásárolva), viaszt, bőröket, vásznat, kölest, faárut, visszafelé pedig főleg készárut. Vagyonos kereskedődinasztiái sokat áldoztak településük gazdasági és kulturális felemelkedéséért. Nekik volt köszönhető például, hogy Jelabuga az első tíz oroszországi város között volt, ahol megjelent a villanyvilágítás. A századforduló körül a városban már 19 különféle típusú oktatási intézmény működött: reál, egyházi, városi iskola, női gimnázium, kézműves tanulók iskolája, vak gyermekek tanodája.

### A szovjet korszakban
A második világháború idején, 1941-ben Jelabugában is létesült hadifogolytábor. A sztálingrádi csatában fogságba esett német tisztek egy részét az 1868. évi alapítású és az 1920-as években bezárt kolostorból kialakított NKVD 97. számú táborban helyezték el. Később újabb foglyok érkeztek, köztük összesen 8000 japán fogoly.
Az 1950-es évek elején a Káma-vidéken, Jelabuga közelében is új olajlelőhelyeket tártak fel. Felgyorsult a város fejlődése, új lakótelepek létesültek, a közelben felépült a Nyizsnyekamszki vízerőmű, amellyel állandó átkelőhely is létrejött a folyón. A tervek között szerepelt a traktor- illetve gépkocsigyártás meghonosítása a városban.

### Az orosz−ukrán háborúban
Az orosz–ukrán háború 2022-ben kiszélesedő fázisában 2024. április 2-án helyi idő szerint kora reggel ukrán dróncsapás érte a várost. A harcok kezdete óta ez volt az orosz területeket legmélyebben (1300 kilométerre az ukrán határtól) érő ukrán támadás. A feltételezések szerint Ukrajna ellen használt iráni drónokat szerelnek össze a városban. Ugyanakkor támadás érte a közeli Nyizsnyekamszk olajfinomítóját is. Rusztam Minnyihanov tatárföldi vezető szerint azonban a támadás egyik helyszínen sem okozott komoly károkat, és nem érintette a termelést. Legalább 12 diák megsérült a csapás során.

## Gazdaság

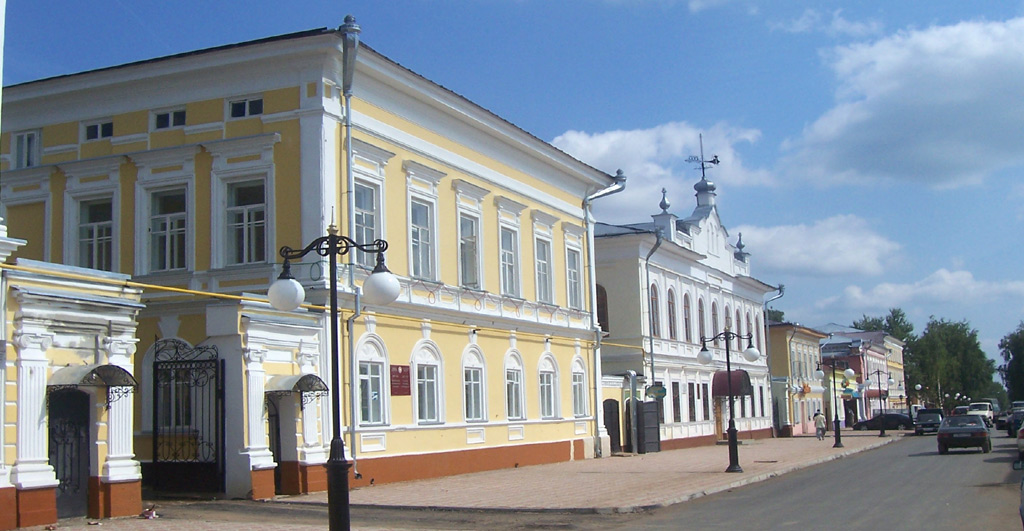
Belvárosi utca

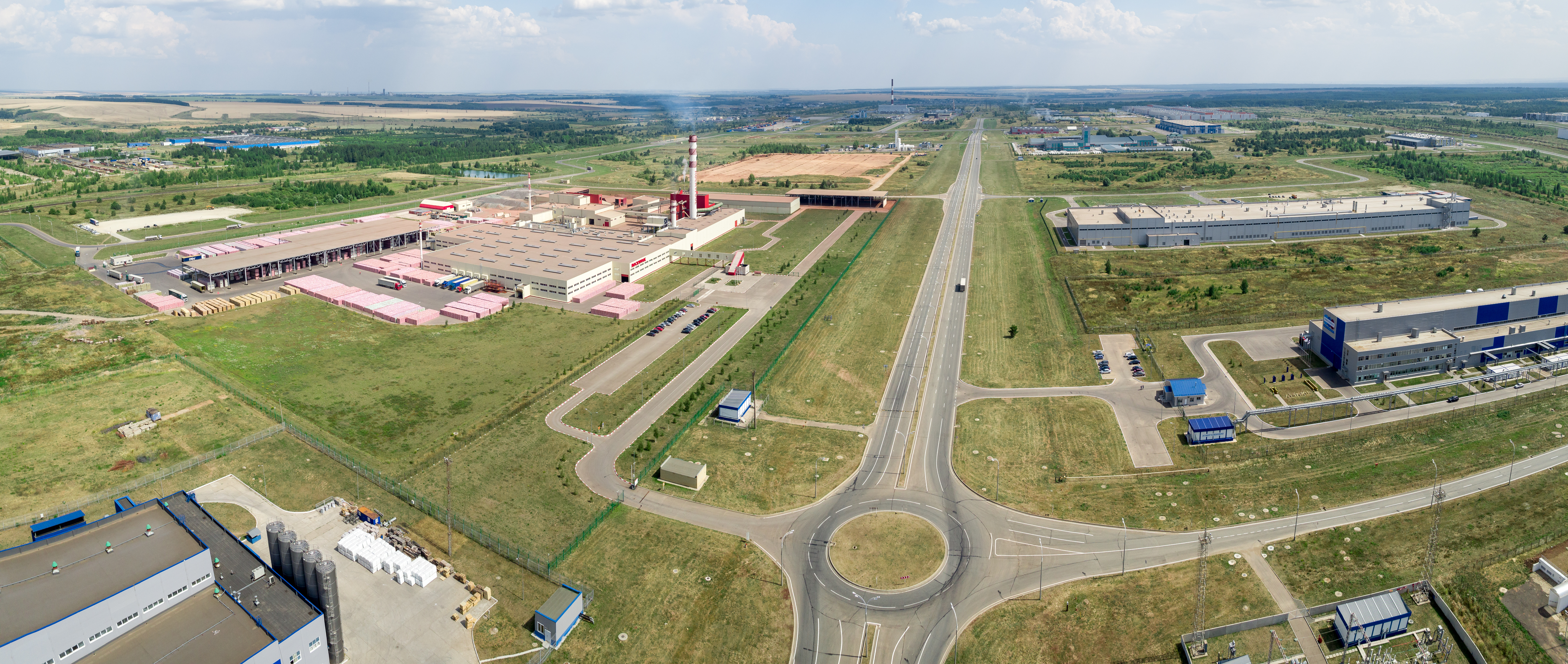
A különleges gazdasági zóna

Még a szovjet korszakban, 1984-ben határozat született Jelabugában egy nagy traktorgyár létesítéséről, mely szükség esetén harckocsik gyártására is átállítható. Az építkezés javában folyt, amikor 1988-ban traktorok helyett személygépkocsik gyártásáról döntöttek, megalapították a Jelabugai Autógyárat (JelAZ), de a Szovjetunió felbomlása miatt a terv nem valósult meg. 2002-ben szerződést kötöttek a Minszki Traktorgyárral, már nem a gyártásról, hanem csak egy helyi összeszerelő üzem létesítéséről, de ez is elbukott.
Elhúzódó jogi és törvénykezési procedúrák után, 2006-ban az elképzelt traktorgyár hatalmas területén, 10 km-re a várostól létrehozták az „Alabuga ipari-termelési típusú különleges gazdasági zóná”-t. A zóna előkészített területtel, kiépített infrastruktúrával, adózási és más kedvezményekkel ösztönzi és várja új, korszerű ipari üzemek létesítését. A zónában épült fel és megkezdte a termelést többek között egy török tulajdonú üveggyár és egy szintén török polietilén- és polipropiléncső-gyár; elkezdődött az ásványszálas álmennyezetek gyártása (Armstong World Industries), különböző típusú Ford gépkocsik és Ford Sollers gépkocsimotorok gyártása. 2021. június elején a Sollers Ford Nyrt. (az orosz Sollers csoport és az amerikai Ford vegyesvállalata) gyára megkezdte az Aurus Senat luxusautó sorozatgyártását. Ugyanakkor már javában folyt egy kisbusz (Aurus Arsenal) és a Rolls-Royce riválisának szánt Aurus Komendant divatterepjáró fejlesztése is.
Az Alabuga-Volokno nevű üzem 2015-ben kezdte meg a karbonszál gyártását, amit többek között az űrkutatásban, a hadiiparban, a szélenergia- és atomenergia-iparban, a járműgyártásban használnak fel. 2017-ben a Roszatom állami konszern szerződést kötött Tatárföld illetékeseivel egy új gyár létesítéséről, mely várhatóan 2020-tól a szénszálgyártás nyersanyagát adó poliakrinitrilt állít elő.

## Kultúra

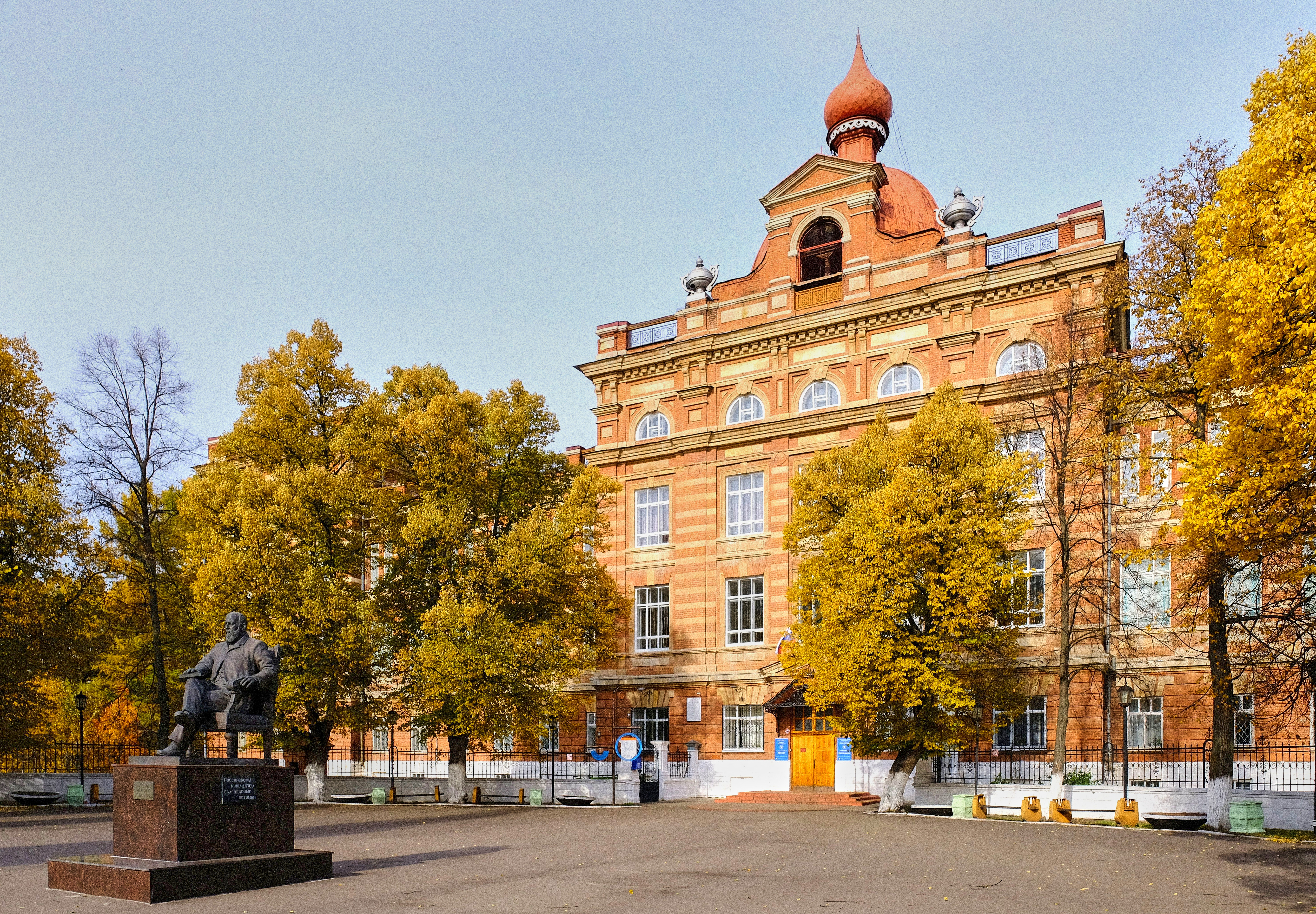
Az eparchiai női tanoda épülete, ma a kazanyi egyetem filiáléja

Jelabuga a szovjet korszakban épült két nagy iparváros szomszédjaként gazdag múltjával és látnivalóival is felkeltheti a figyelmet. Nagyrészt a 19. századból fennmaradt, gondosan felújított városmagjával a régió egyik turisztikai célpontja lett. Közelében található az ún. ananyinói temetkezési hely, melyről a finnugor nyelvű népeknek tulajdonított kora-vaskori régészeti kultúra (i. e. 8–3. század) kapta a nevét, és melynek néhány emlékét a helyi múzeum őrzi. 
A város kiemelkedő oktatási létesítménye volt az eparchiai női tanoda (Епархиальное женское училище, Jeparhialnoje zsenszkoje ucsiliscse). Háromszintes neoklasszicista stílusú épülettömbjét a két mellékszárnnyal együtt a vagyonos Sztahejev kereskedő-dinasztia adományából építették 1898 és 1903 között. Az iskolához házi templom is tartozott, melynek hangsúlyosan kiemelt kupolája ma is uralja a látványt. Az épületben később pedagógiai technikum, azután főiskola, majd a város pedagógiai egyeteme működött. 2011-ben az egyetem önállósága megszűnt, és azóta a kazanyi állami egyetem filiáléjaként működik.

### Épített örökség, templomok

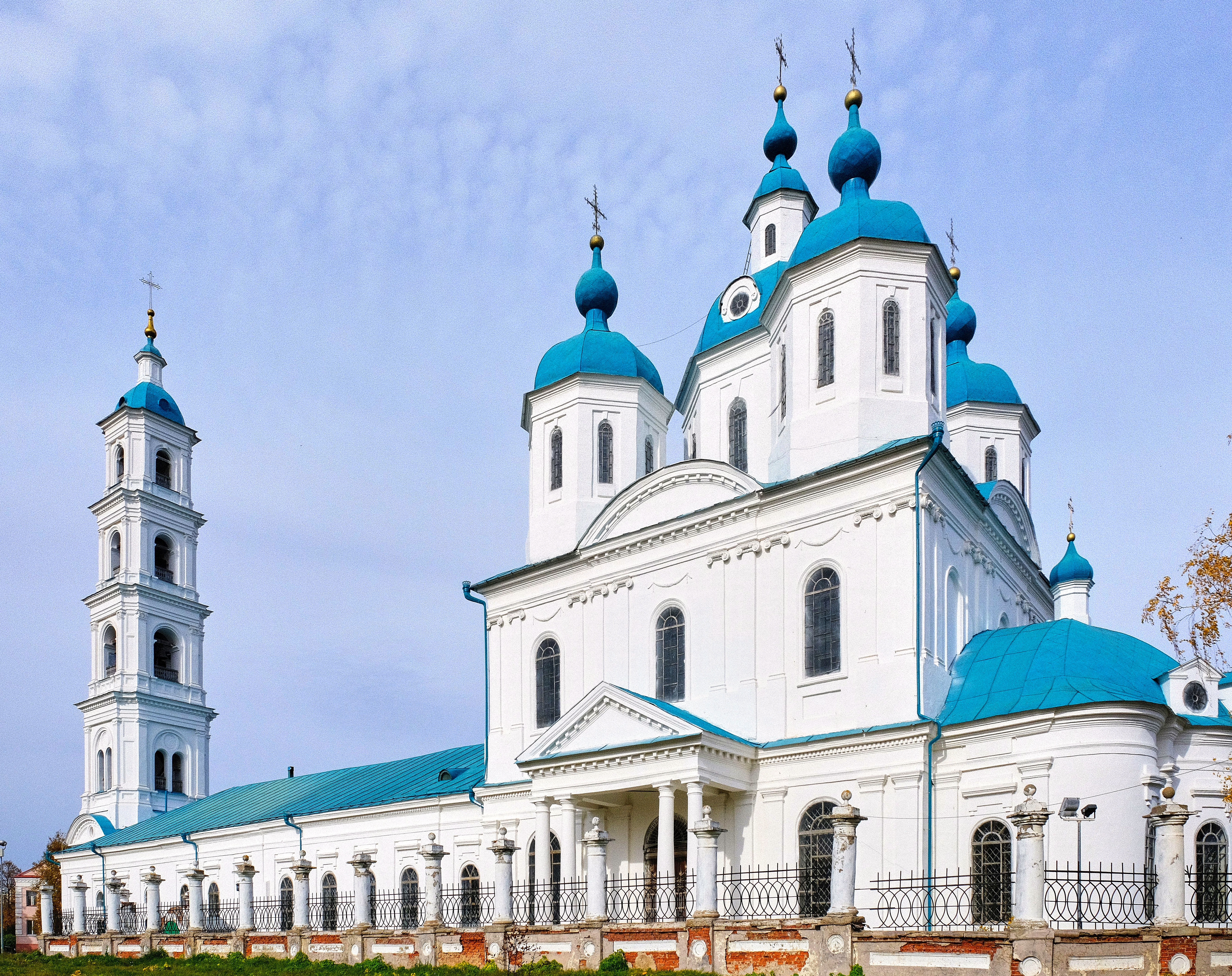
A Szpasszkij-székesegyház

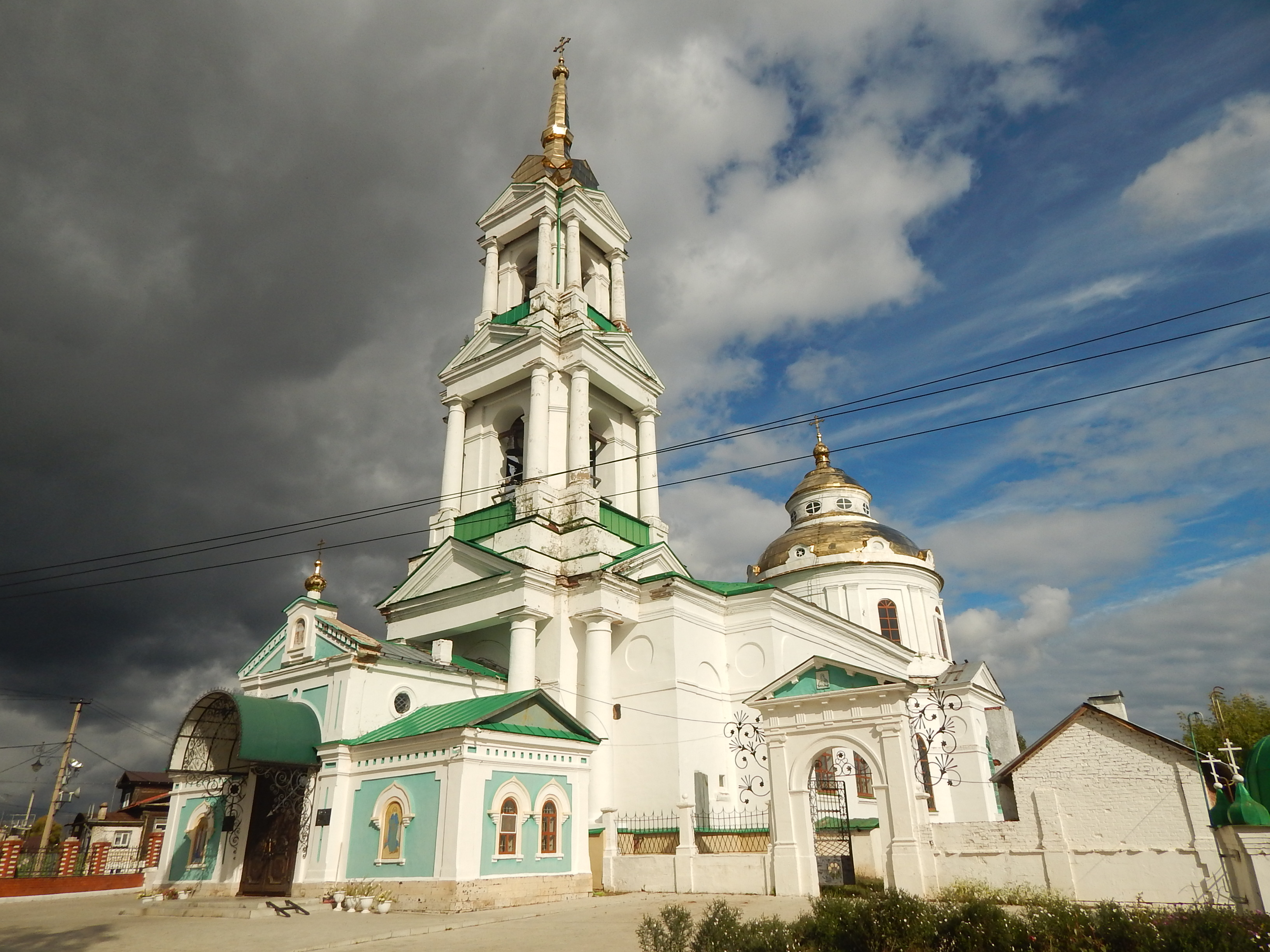
Az Istenanya oltalma-templom

- A város legnagyobb temploma a Megváltónak szentelt Szpasszkij-székesegyház (Спасский собор [Szpasszkij szobor]). Több mint 50 m magas, ötkupolás, három mellékkápolnával bővített épület, külön álló ötszintes harangtoronnyal. Helyén a 16. század végén fatemplom állt, melyet 1684-ben kőből emelt templommal váltottak fel. Jelabuga várossá válása után az épület szűkösnek bizonyult, így 1808–1816 között felépült a mai nagy katedrális, 1821-ben szentelték el. A régi, lebontott templom helyén 1877-ben kápolnát emeltek, mely ma is áll. A várost pusztító 1850. évi tűzvész után, 1855–1864 között a katedrálist jelentősen átépítették, akkor készült a mai harangtorony is, melyhez refektórium csatlakozik. A belső terek faragott díszítésének egy része is megőrződött.[15]
- A folyópart melletti Szent Miklós-templomot (Никольская церковь [Nyikolszkaja cerkov]) a városi lakosság adakozásából emelték 1818-ban. Többször átépítették, eredeti freskói mégis viszonylag jó állapotban maradtak fenn.
- Istenanya oltalma-templom (Покровская церковь, церковь Покрова Богородицы, cerkov Pokrova Bogorogyici). Az orosz falu (Trjohszvjatszkoje) első, már elöregedett fatemplomának helyén téglából építették 1813-tól 1820-ig. Stílusában megfigyelhető a késő barokk és a korai klasszicista elemek keveredése. Háromszintes harangtornya 1884-ben készült.

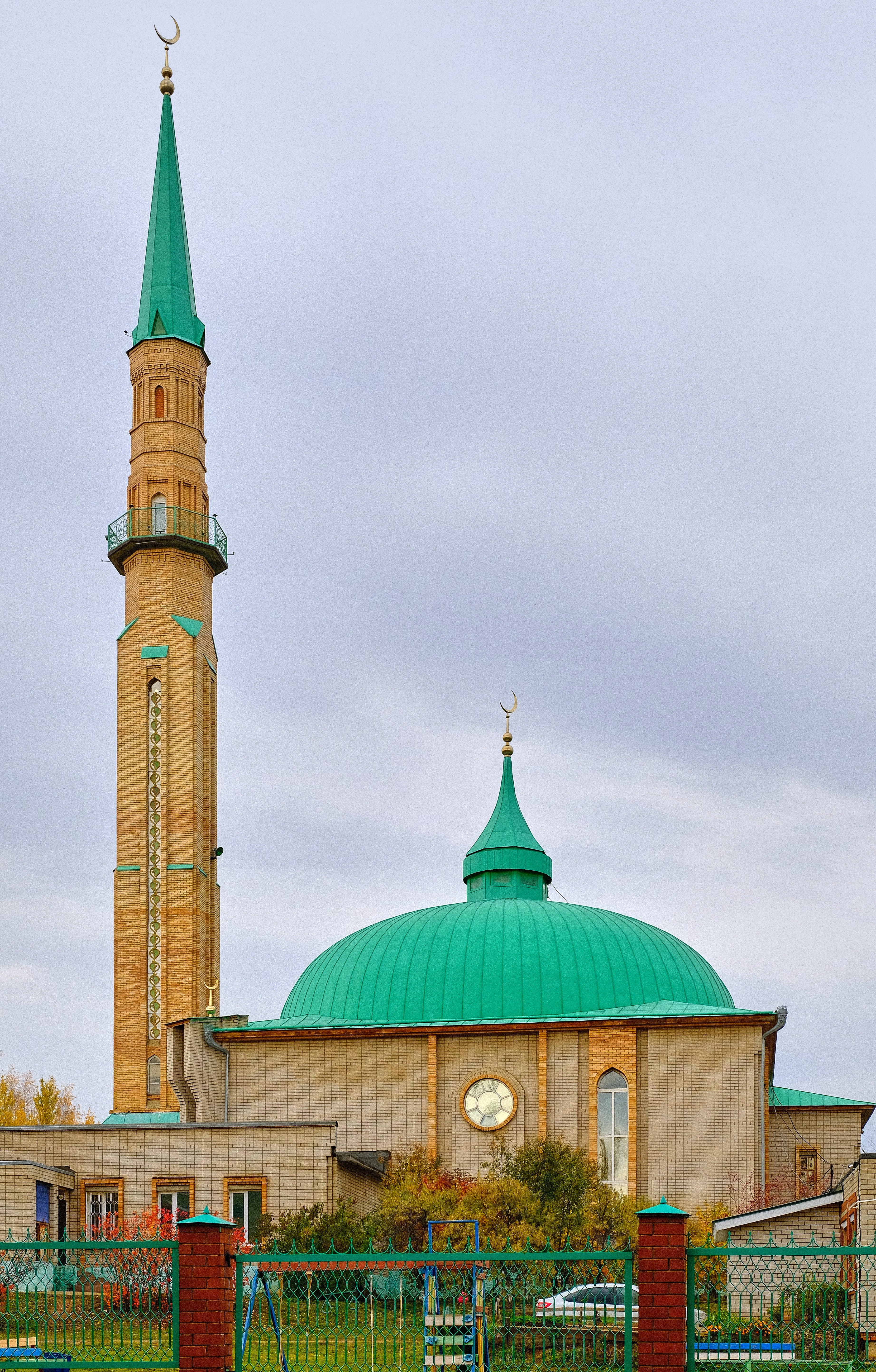
A központi mecset

- A város szélén létesített Kazanyi Istenanya-kolostor (Монастырь Казанской Божьей Матери [Monasztir Kazanszkoj Bozsjej Matyeri]) fénykorában kiterjedt épületegyüttes volt, közepén az az azonos nevű templommal és harangtornyával (1857–1868). A női kolostort 1868-ban alapították a tehetős helyi kereskedő, I. I. Sztahejev adományából. 1928-ban a szovjet városvezetés bezáratta, a templomot és harangtornyát lebontották. Területén 1941-től 1949-ig hadifogolytábor működött. A terület egy részét 1993-ban visszaadták az egyháznak, 1995-ben elkezdődött a helyreállítása. A jelenlegi templom 2008–2012-ben épült.[16]
- A jótékony, nevelési célú létesítmények egyike volt az árvaház. Máig fennmaradt kétszintes (egyemeletes) épületét szintén egy helyi kereskedő adományából emelték a városi tűzvész után, 1852–1858-ban. Az 50–100 fős épülethez templom is épült, termét a szovjet korszakban átépítették.[17]
- A tatár városrészben az 1860-as (vagy 1840-es?) években fából épített mecsetet a szovjet korszakban lebontották, a régi rajzok alapján 1996-ban téglából újra felépítették (Al-Kadir mecset, мечеть Аль-Кадыр).[18] A város mai központi mecsete 1992–1999 között épült. Belső terének szőnyegeit Tádzsikisztánban készítették. Minaretje 57 m magas.[19]

### Múzeumok

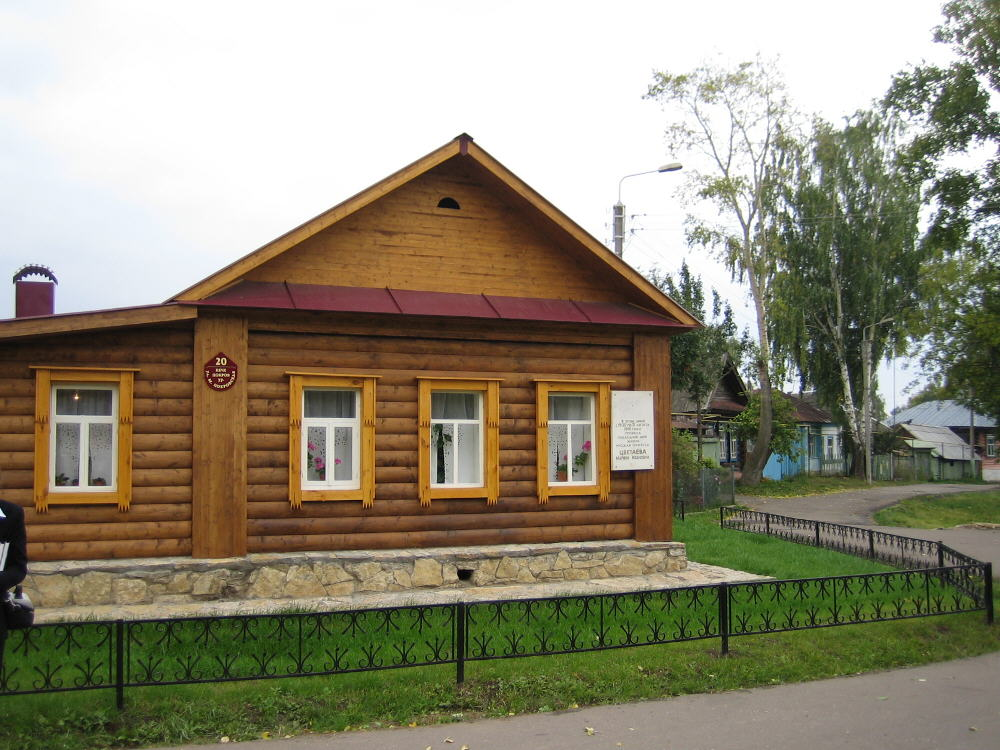
A Cvetajeva Emlékmúzeum

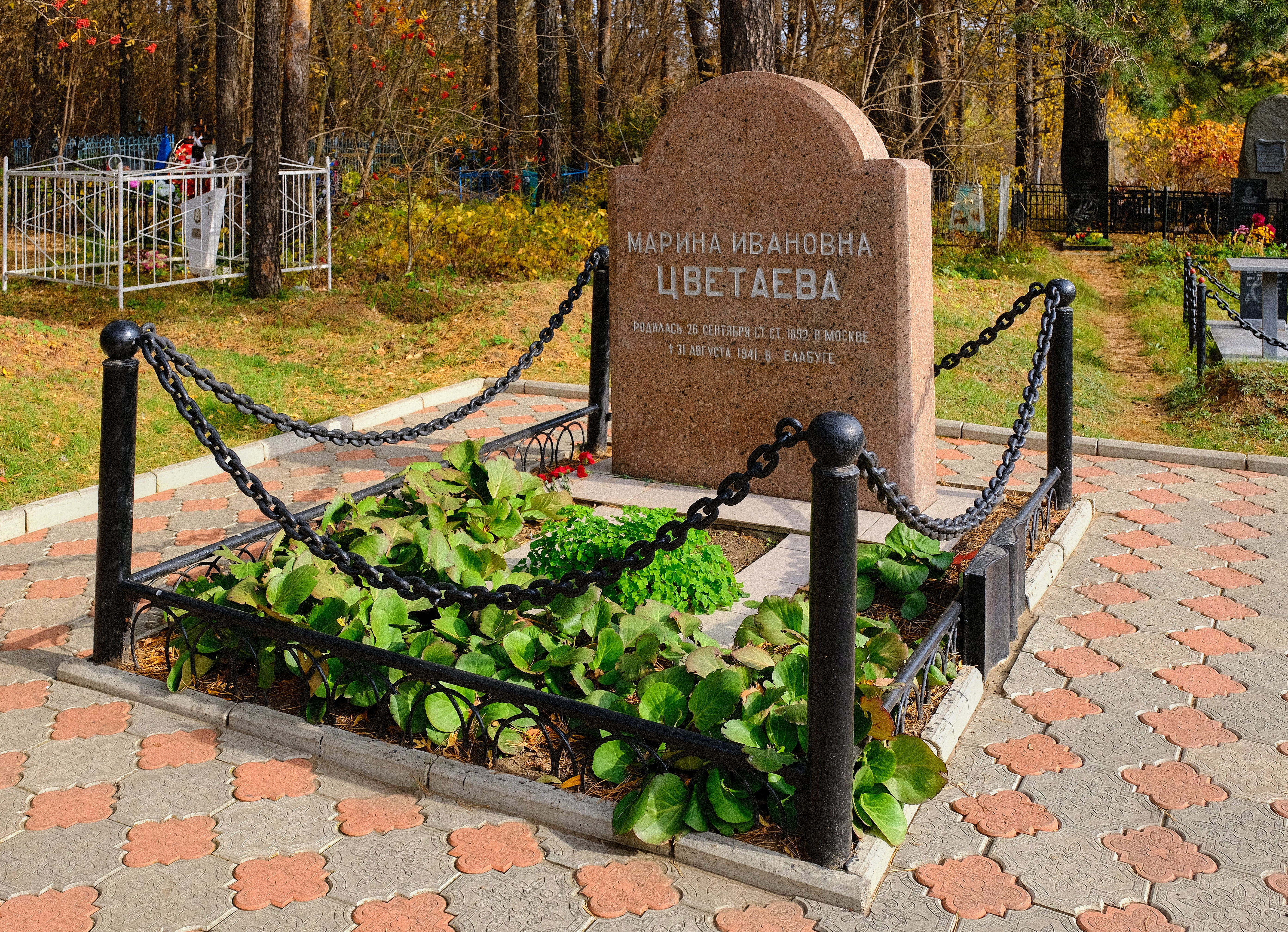
Cvetajeva sírja

Jelabuga történeti, építészeti és képzőművészeti múzeumegyüttesét mint szervezetet több helyi múzeum és feladatkör összevonásával hozták létre 1989-ben. Felügyelete alá tartozik a város régészeti, kulturális örökségének, műemlék jellegű épületeinek egésze, és magába foglal kb. tizenöt kisebb-nagyobb múzeumot, illetve kiállítóhelyet. Jelentősebb múzeumai: 
- A várostörténeti múzeum, mely egy 19. századi kereskedőcsalád emeletes épületében kapott helyet.
- A volgai bolgárok hajdani városának helyén kialakított romkert a fennmaradt bástyatoronnyal ([Jelabuzsszkoje gorogyiscse]).
- Ivan Siskin emlékmúzeuma. A híres 19. századi orosz tájképfestő a város szülötte volt (1832). Emlékmúzeumát 1960-ban alakították ki szülei házában, ahol nevelkedett.
- Marina Cvetajeva emlékét a város két kisebb múzeuma is őrzi. A költőt fiával együtt 1941 augusztusában a háborús események miatt Moszkvából Jelabugába telepítették át, ahol három héttel később öngyilkos lett. 
  - A Marina Cvetajeva Irodalmi Múzeum kiállítása a költő életútját, személyes tárgyait, kéziratait és munkáinak korabeli publikációit mutatja be.
  - A Marina Cvetajeva Emlékmúzeumot abban az 1925-ben épült földszintes faházban rendezték be (2005-ben), amelyben Cvetajeva életének utolsó heteit töltötte. A kiállított tárgyak közt van a költő utoljára használt kis jegyzetfüzete is.
- A Vlagyimir Behtyerevről elnevezett járási orvostörténeti múzeum. A kiállítást 2007-ben, a Jelabugai járás egyik falujában született híres pszichológus, neuropatológus születésének 150. évfordulóján nyitották meg.
- Az ún. Kortárs Etno-művészeti Múzeum a szovjet korszak és a kortárs mesterek képző- és iparművészeti alkotásait gyűjti. 2018-ban nyílt meg a város egyik leggazdagabb egykori kereskedőjének átalakított lakóházában.

## Híres emberek
- Itt született és nevelkedett Ivan Ivanovics Siskin orosz tájképfestő (1832–1898)
- Itt született Nyikolaj Vasziljevics Pinyegin orosz sarkutazó, festő (1883–1940)
- Itt hunyt el  Nagyezsda Andrejevna Durova orosz huszártiszt, író, az első nő az orosz tisztek sorában (1783–1866)
- Itt hunyt el Marina Ivanovna Cvetajeva orosz költő, író (1892–1941)
- Itt hunyt el Kurt Reuber német orvos (1906–1944).